# Acefurtiamina
Acefurtiamina (INN) es un análogo de la vitamina B1 (de una manera similar a la  actividad GABAérgica de la tiamina derivado clometiazol que funciona como un analgésico agente en dosis suficientes {Dosis Rango sin cotización}.